# 蒂代伊
蒂代伊（法語：Tudeils，法語發音：[tydɛj]）是法国科雷兹省的一个市镇，位于该省南部，属于布里夫拉盖亚尔德区。

## 地理
蒂代伊（45°3'1"N, 1°47'38"E）面积9.55 平方千米，位于法国新阿基坦大区科雷兹省，该省份为法国中南部省份，北起上维埃纳省和克勒兹省，西接多爾多涅省，南至洛特省，东临多姆山省和康塔爾省。
与蒂代伊接壤的市镇（或旧市镇、城区）包括：舍纳耶-马谢、洛斯唐日、马西亚克拉克罗兹、诺纳尔、皮达尔纳克。

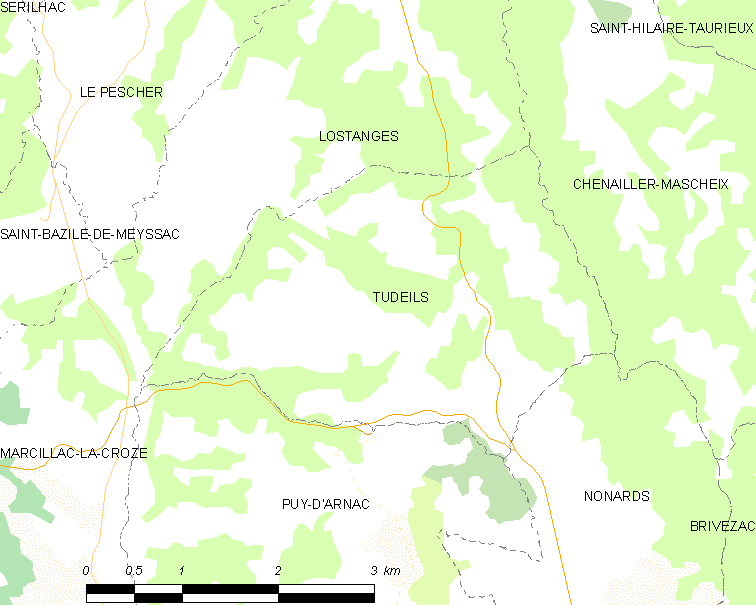
蒂代伊的OSM定位图

蒂代伊的时区为UTC+01:00、UTC+02:00（夏令时）。

## 行政
蒂代伊的邮政编码为19120，INSEE市镇编码为19271。

## 政治
蒂代伊所属的省级选区为科雷兹南部县。

## 人口

1962-2008年间蒂代伊人口变化图示

蒂代伊于2022年1月1日时的人口数量为266人。